# Les Chênes: Monographie du genre Quercus
Les Chênes. Monographie du genre Quercus, (abreujat Chênes), va ser una sèrie de volums de llibres editats per P. Lechevalier. Es van editar vuit volums, entre els anys 1934 i 1954.